# Berthe de Hollande
Pour les articles homonymes, voir Berthe.
Titre
Reine des Francs
1072 – 1092
(20 ans)
Berthe de Hollande ou encore Berthe de Frise (née vers 1058 - morte le 30 juillet 1093 à Montreuil),  est reine des Francs par son mariage avec Philippe Ier, roi de France.
Berthe de Frise est la fille de Florent Ier, comte de Frise occidentale et de Gertrude de Saxe. Elle est la mère de Louis VI de France. Répudiée par son époux Philippe Ier, elle est morte au château de Montreuil, le 30 juillet 1093.

## Reine de France par une bataille
Son père mort en 1061, sa mère se remarie avec Robert, fils cadet de Baudouin V, comte de Flandre, qui assure la tutelle de ses beaux-enfants et la régence de la Frise occidentale, il est surnommé Robert le Frison pour cette raison. En 1071, Thierry V, le frère aîné de Berthe, devient majeur et gouverne la Frise, en prenant le titre de comte de Hollande.
Depuis la mort, survenue en 1070, de Baudouin VI de Flandre, le frère aîné de Robert, sa veuve Richilde de Hainaut suscite le mécontentement des Flamands. Robert le Frison prend la tête de la révolte, bat Richilde et son fils, le comte Arnoul III, et s'empare de Lille. Richilde demande assistance au roi de France, Philippe Ier, qui vient à la tête d'une armée. Le 22 février 1071, Robert bat Philippe à Bavinckhove, près du mont Cassel où Arnoul III est tué au cours de la bataille. Robert le Frison devient comte de Flandre, au détriment de son neveu, Baudouin II de Hainaut, fils cadet de Baudouin VI et de Richilde.
Pour sa première action militaire, le roi Philippe est vaincu par un vassal révolté. Les troupes royales n'ont guère montré de qualités militaires, il ne reste qu'à sauver par d'habile négociation la dynastie, l'honneur et le prestige. Reconnaissant Robert le Frison comme comte de Flandre, les conseillers du jeune Philippe Ier imposent la paix, scellée par son mariage avec Berthe, la belle-fille de Robert.

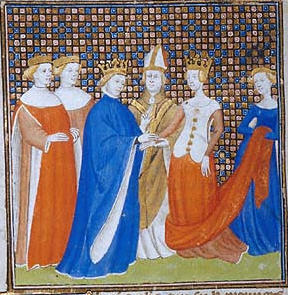
Berthe de Hollande se mariant avec le roi Philippe Ier.

Le mariage est célébré en 1072, mais le premier enfant ne naît qu'au bout de six ans. Le couple a cinq enfants :
- Constance (née vers 1078 - morte en 1126) épouse d'Hugues Ier, comte de Champagne, puis de Bohémond Ier d'Antioche ;
- Louis (né en 1081 - mort en 1137), futur roi de France sous le nom de Louis VI le Gros ;
- Henri (né en 1083 - 1089) ;
- Charles (né en 1085 - 1091) ;
- Eudes (né en 1087 - 1094).

## Enfermée puis répudiée

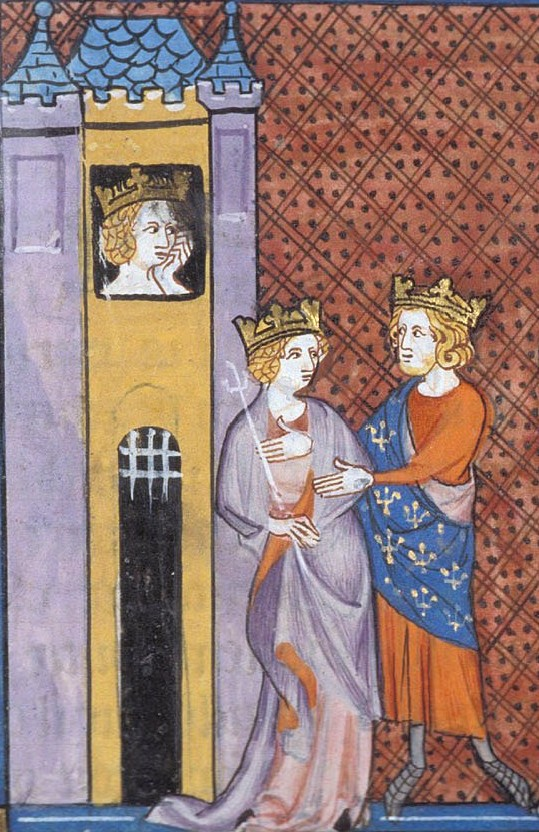
Bertrade de Montfort enfermée (en haut à gauche), et en compagnie de Philippe Ier (à droite). Fragment d'enluminure extrait des Chroniques de Saint-Denis, XIVe siècle, (British Library, Royal 16 G VI f. 271)

La famille de Berthe semble avoir eu un ascendant sur la vie politique du royaume. En 1090, lassé de sa femme et de la tutelle larvée née de sa défaite et de son mariage, Philippe la fait enfermer au château de Montreuil, qui constitue l'essentiel de sa dot, puis, comme il prévoit de se remarier, la répudie en 1092 au motif d'une consanguinité. Il envoie une ambassade au comte Roger Ier de Sicile, envisageant d'épouser sa fille Emma.
C'est en 1092 que Bertrade de Montfort, femme de Foulque le Réchin, comte d'Anjou, et Philippe se rencontrent. Il l'enlève, vit avec elle et l'épouse, au grand scandale de la chrétienté. Guillaume de Malmesbury, chroniqueur anglo-normand, suggère dans une version tardive que Philippe Ier était homme de plaisir, et Berthe de Frise trop grasse. Lieu commun classique des religieux, Bertrade, nouvelle Ève corruptrice, épouse infidèle et ambitieuse, le séduit. Et pour le poète, l'amor, ce désir masculin, submerge le roi et provoque sa déchéance.
La réalité est plus triviale. À partir du moment où Philippe Ier avait répudié sa première épouse après vingt ans de vie commune, cet homme mûr était homme libre. Il a donc cherché une nouvelle compagne, avec une plus grande prudence politique qu'on ne le croit.
Berthe meurt à Montreuil le 30 juillet 1093, probablement de chagrin. Des mauvaises langues suggèrent qu'elle fut empoisonnée, mais on se demande quel intérêt il y avait à tuer une recluse à vie sans droit, vivant sur le douaire qui lui était ainsi rendu.

## Sources
- Ivan Gobry, Histoire des Rois de France, Philippe Ier, père de Louis VI, Paris, Pygmalion, 2003, 366 p. (ISBN 2-85704-799-1).